# Ostrówek (rejon kamieński)
Ostrówek (ukr. Острівок) – wieś na Ukrainie w rejonie kamieńskim obwodu wołyńskiego.

## Historia
Pod koniec XIX w. wieś w gminie Chocieszów, w powiecie kowelskim.